# ماريا إيما ميخيا فيليز
ماريا إيما ميخيا فيليز (بالإسبانية: María Emma Mejía)‏ هي دبلوماسية وعارضة وصحفية كولومبية، ولدت في 27 سبتمبر 1953 في ميديلين في كولومبيا.

## وصلات خارجية
- ماريا إيما ميخيا فيليز على موقع مونزينجر (الألمانية)